# Gangotrî
Gangotrî est un village situé dans l'État de l'Uttarakhand en Inde, non loin du Tibet. Gangotri est un des lieux de pèlerinage les plus visités en Inde. L'hiver le site est fermé.

## Géographie
C'est à Goumukh, à 18 kilomètres de Gangotrî, que prend sa source un des bras du Gange supérieur, la Bhagirathi, naissant du glacier de Gangotri. La tradition affirme que la source ressemble à un museau de vache, expliquant ainsi le nom de l'endroit : Gaumukh - de gau, « vache » et mukh, « face ».

## Lieux et monuments
Le site comporte un temple dédié à la déesse Ganga, à plus de 3 000 mètres d'altitude que surplombe une montagne de 6 614 mètres. On y trouve des bassins consacrés aux trois divinités de la trimūrti, Brahmā, Vishnou et Shiva, dans lesquels se baignent les dévots hindous.

## Galerie

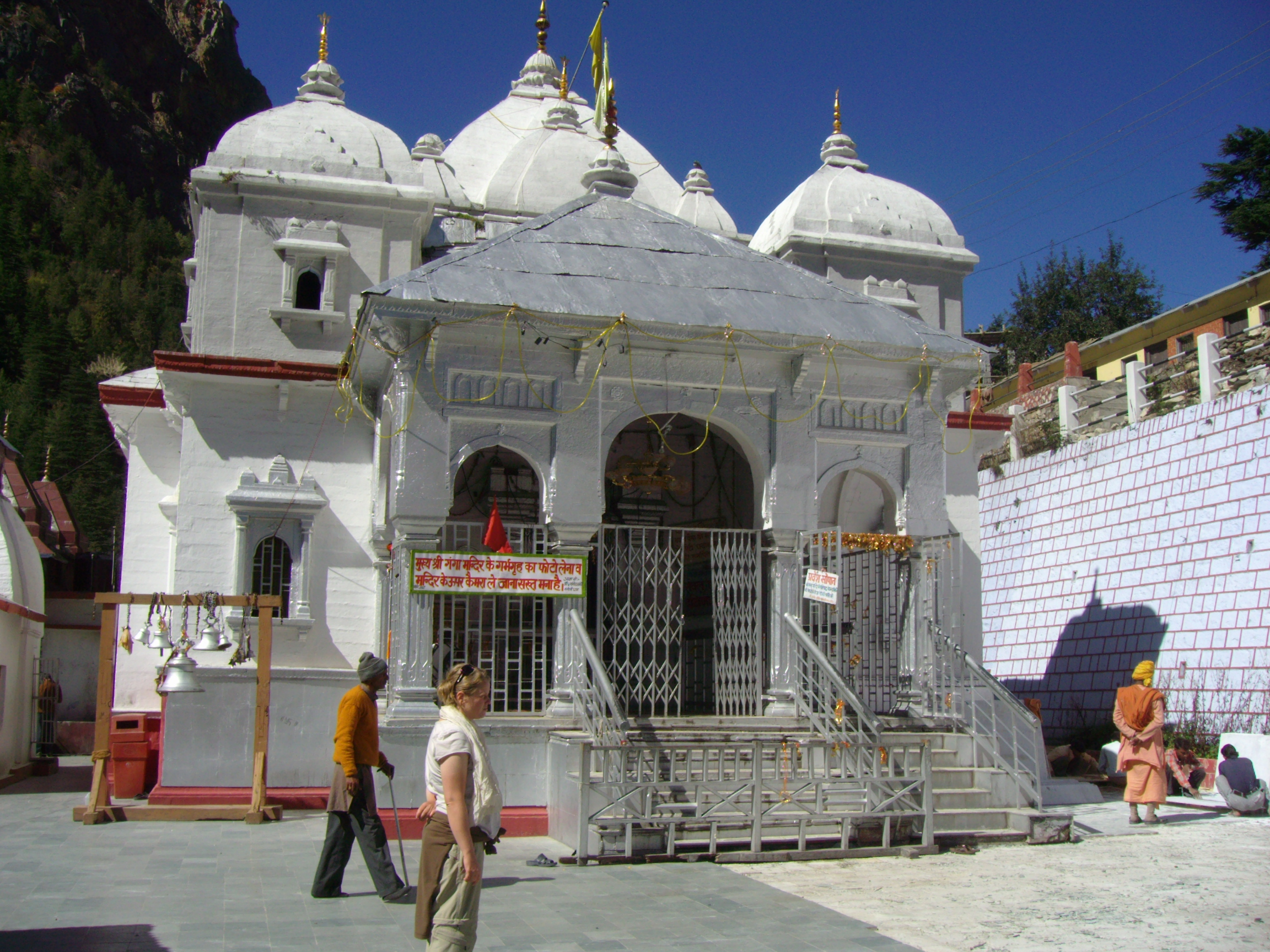
Temple
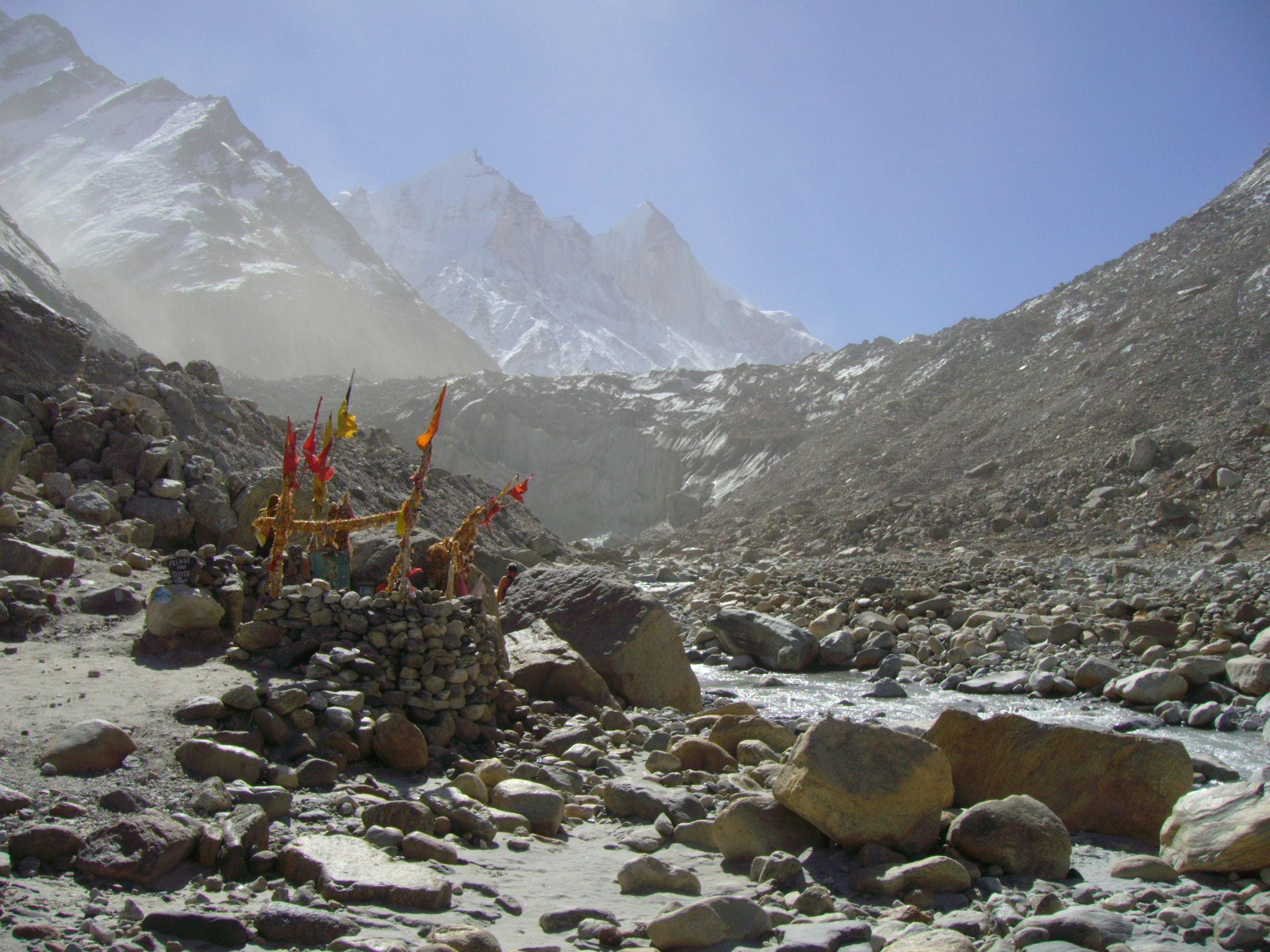
Source de la Bâghiratî